# Thomas Stanley, 1. Baron Stanley

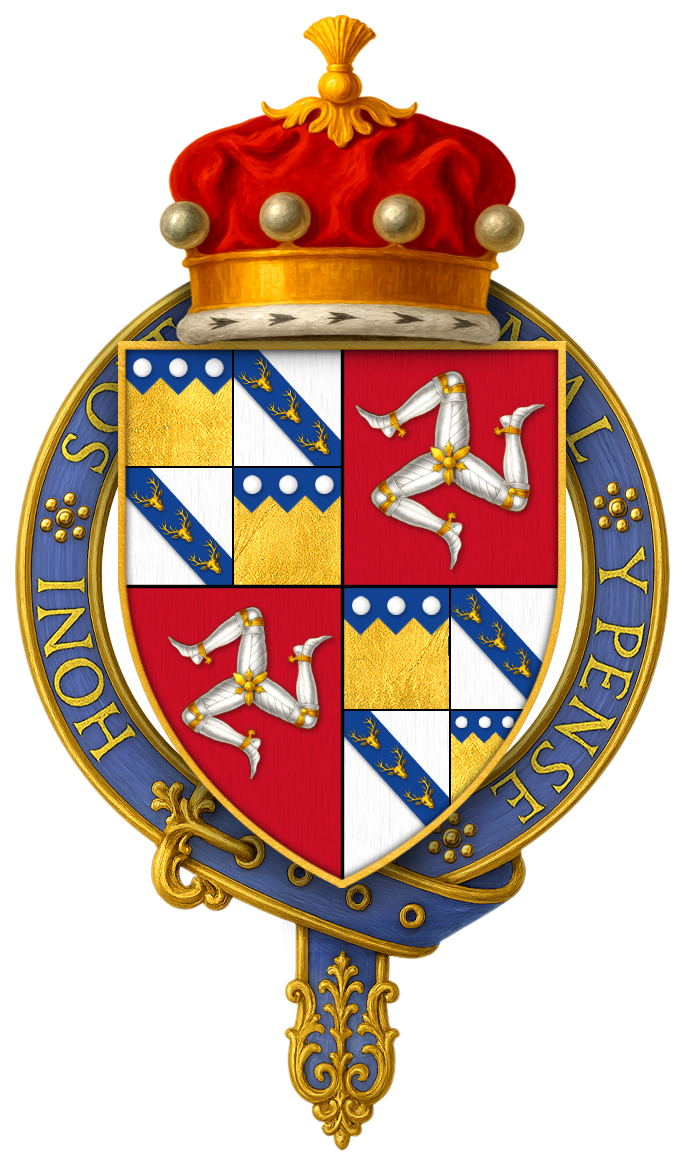
Wappen von Sir Thomas Stanley

Thomas Stanley, 1. Baron Stanley, KG (* um 1405; † 20. Februar 1459) war ein englischer Adeliger und Politiker.
Stanley war der Sohn von Sir John II. Stanley und Isabell Harington, einer Tochter von Robert de Harington und Isabel Loring. Er war von 1431 bis 1436 Lord Lieutenant of Ireland und repräsentierte zwischen 1447 und 1451 sowie 1453 und 1454 den Bezirk Lancashire im House of Commons. 1456 wurde er als Lord Stanley Mitglied des House of Lords. Im Folgejahr wurde er in den Hosenbandorden aufgenommen.
Lord Stanley heiratete Joan Goushill, Tochter und Miterbin von Sir Robert Goushill und Elizabeth FitzAlan, der Tochter von Richard Fitzalan, 11. Earl of Arundel. Sie hatten sechs Kinder, darunter die drei Söhne Thomas, William und John sowie drei Töchter. Nach seinem Tod folgte ihm sein ältester Sohn Thomas als Baron Stanley, dieser wurde später 1485 zum Earl of Derby erhoben. Dessen Nachkommenlinie starb 1736 aus. Seinen zweiten Sohn William ließ 1495 König Heinrich VII. als Verräter hinrichten. Sein dritter Sohn, Sir John Stanley, war der Stammvater der Barone Stanley of Alderley.